# Spiritist
Denna artikel handlar om fisken Spiritist. För det parapsykologiska begreppet Spiritist, se Spiritism.
Spiritist (Caelorinchus caelorhincus) är en djuphavsfisk i familjen skolästfiskar, som finns längs atlantkusterna från Nordatlanten till nordöstra Sydamerika och Västafrika.  

## Utseende
Likt alla skolästfiskar har spiritisten ett stort huvud och en bakåt avsmalnande kropp, som slutar i en lång, smal, svansliknande stjärt. Fjällen är små, med grov yta. Analfenan och bakre ryggfenan är mycket långa, den senare med mycket korta fenstrålar. Ögonen är påtagligt stora. Ovansidan är grå, ibland med ett brunt eller violett inslag; buken är svart. Fisken har ett lysorgan i närheten av analöppningen. Den kan bli upp till 48 cm lång, men blir vanligtvis inte mer än 30 cm.

## Vanor
Spiritisten är en djuphavsfisk, som uppehåller sig nära botten på ett djup mellan 90 och 1 250 m, vanligtvis 200 till 500 m. Arten lever av bottendjur som maskar och kräftdjur; den tar även mindre fiskar. 

## Utbredning
Arten finns längs atlantkusterna från Newfoundland och Labrador och Nova Scotia i nordväst, Island och Sydnorge i nordöst till nordöstra Sydamerika och Västafrika (Angolakusten) i söder. Går in i västra Medelhavet.